# Страдзери, Фрэнк
Фрэнк Страдзери (англ. Frank Strazzeri, род. 24 апреля 1930, Рочестер, Нью-Йорк, США —  9 мая 2014, Рочестер, США) — американский джазовый пианист.

## Биография
Родился в Рочестере, штат Нью-Йорк. Страдзери начал с тенор-саксофона и кларнета в возрасте 12 лет, а затем переключился на фортепиано. В дальнейшем обучался в Eastman музыкальной школе.
В 1952 году его взяли на работу в качестве пианиста в ночной клуб Рочестера. Он аккомпанировал таким музыкантам, как Рой Элдридж и Билли Холидей.
В 1954 году Фрэнк переехал в Новый Орлеан, где играл с Sharkey Bonano и Al Hirt в Dixieland jazz setting, но его основное внимание было приковано к бибопу. Он играл с Charlie Ventura в 1957-58 и Woody Herman в 1959 году до переезда в Лос-Анджелес в 1960 году.
Там он активно работал в качестве студийного музыканта на джазовой сцене Западного побережья, а также гастролировал с Joe Williams, Maynard Ferguson, Les Brown and Elvis Presley (1971—74). Он также играл с Элвисом Пресли в знаменитом «Aloha от Гавайских островов» (концерт 1973 г.).
Его партнерами в разное время были Terry Gibbs, Herb Ellis, the Lighthouse All-Stars, Art Pepper, Bud Shank, Cal Tjader, Louie Bellson, и Chet Baker, с которыми он часто выступал в качестве солиста.

## Смерть
Он скончался 9 мая 2014 года, в возрасте 84 лет.

## Дискография
- That’s Him and This Is New (Revelation Records, 1969)
- Taurus (Revelation, 1973)
- View from Within with Don Menza (Creative World, 1973)
- Frames with Don Menza (Glendale Records, 1975)
- After The Rain with Sam Most and Bobby Shew (Catalyst Records, 1976)
- Straz (Catalyst, 1977)
- Relaxin (Sea Breeze Records, 1980)
- Kat Dancin (Discovery Records, 1985)
- Make Me Rainbows (Fresh Sound, 1987)
- I Remember You (Fresh Sound, 1989)
- Little Giant (Fresh Sound, 1989)
- The Very Thought of You (Discovery, 1990)
- Wood Winds West (Jazz Mark, 1992)
- Frank’s Blues (Night Life Records, 1992)
- Moon and Sand (Discovery, 1993)
- Somebody Loves Me (Fresh Sound, 1994)
- Nobody Else But Me (Fresh Sound, 1997)
- Live in Sorgues France (Jazz Mark, 2002)
- Funk and Esoteric (Fresh Sound, 2004)